# Exodus (американський гурт)
Exodus (з англ. — "Вихід") — американський треш-метал гурт, заснований в 1979 році в місті Ричмонд, штат Каліфорнія. Exodus — одні із засновників жанру. За час існування група пережила безліч змін у складі, два тривалі розпади та смерть одного з вокалістів. Гітарист Ґері Голт з'явився у групі майже відразу після її створення, і він залишається єдиним постійним учасником Exodus та присутній на всіх релізах гурту. Проте влітку 2012 року він не зміг взяти участь у концертному турі у зв'язку з тим, що він заміняв Джеффа Ганнемана на Slayer. Ґері також не брав участі в концертах Exodus у 2015, 2017 та 2018 роках. Його місце тимчасово зайняв Крейґен Люм, гітарист гурту Heathen. Барабанщик Том Гантинґ, один із засновників Exodus, залишав групу двічі: у 1989 та 2004 році, але повернувся до її лав у 2007 році.
Exodus випустили 12 студійних альбомів (один з яких — перезаписаний дебютний альбом), 2 концертні альбоми та одну компіляцію. Перші три альбоми Bonded by Blood (1985), Pleasures of the Flesh (1987) та Fabulous Disaster (1989) закріпили за Exodus репутацію однієї з найуспішніших треш-металевих груп того часу. Завдяки високим оцінкам критиків альбому Fabulous Disaster на гурт звернули увагу великі лейбли, такі як Capitol Records, з яким вони й уклали контракт у 1989 році. Exodus випустили ще два альбоми, Impact Is Imminent (1990) та Force of Habit (1992), перш ніж розпалися в 1993 році. Після тимчасового повернення гурту в 1997-98 роках, Exodus возз'єднався вдруге в 2001 році, і з того часу випустив ще п'ять альбомів, останнім з яких на даний момент є Persona Non Grata, який вийшов 19 листопада на Nuclear Blast. Дебютний альбом гурту Bonded by Blood вважається найвдалішим твором колективу та одним із еталонів жанру.

## Історія

### Заснування та ранні роки (1979 — 1983)

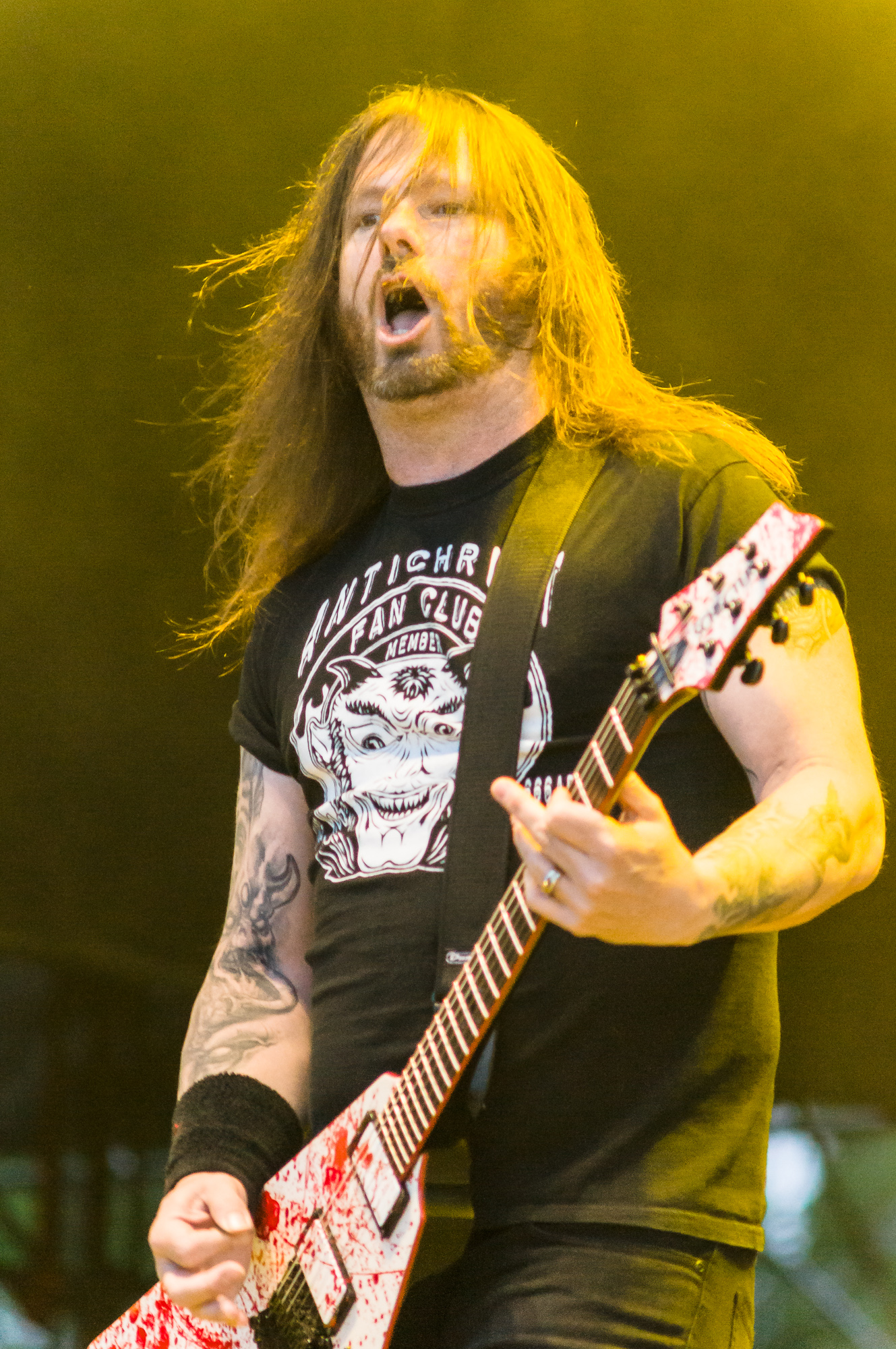
Ґері Голт - гітарист гурту

Гурт з'явився на світ у 1979 році поблизу Сан-Франциско в місті Ричмонд. Засновниками цієї формації стали гітарист Кірк Гемметт, ударник Том Гантинг, басист Карлтон Мелсон та вокаліст Кіт Стьюарт. Як стверджує Гемметт, назву він вигадав за однойменним романом Леона Юріса. Через деякий час помінявся склад: бас-гітару взяв Джеф Ендрюс, місце гітариста зайняв гітарний технік Хемметта Ґері Голт, а вокалістом став Пол Бейлофф, з яким Гемметт познайомився на одній з вечірок. У тому ж 1982 році в оновленому складі Exodus записують демо, яке стало єдиним за участю Кірка Гемметта. Після запису 3-пісенного демо засновник і гітарист гурту Кірк Гемметт залишає її в 1983 році, щоб замінити звільненого Дейва Мастейна в Metallica, який у свою чергу пізніше створює Megadeth. На зміну йому приходить гітарист Рік Ганолт, у минулому учень відомого музиканта-педагога Джо Сатріані, а басист Роб МакКіллоп замінив Ендрюса.

### ВихідBonded by Bloodта розквіт популярності (1984—1991)
Гурт записав свій перший альбом Bonded by Blood (з англ. — "Поєднані кров'ю") улітку 1984 року. Студент звукорежисерського коледжу Марк Вітакер, який навчався з Бейлоффом в одній школі, на той момент займався менеджментом та записом групи. Спочатку названий A Lesson In Violence, альбом був випущений тільки в квітні 1985 року у зв'язку з проблемами з лейблом Torrid, з якими Exodus уклали контракт ще в 1984 році. Незабаром після початку туру на підтримку дебютної платівки, Пола Бейлоффа звільняють із групи через «особисті та музичні протиріччя». Його замінює Стів «Зетро» Суза, який раніше займав місце фронтмена в Legacy, ранньому втіленні Testament. Після виходу Бейлофф створив маловідомий проект Piranha.
Склад Exodus з новим фронтменом виявився досить стабільним упродовж кількох років, і з ним було записано кілька альбомів. Підпільний успіх, досягнутий групою завдяки виходу Bonded by Blood, привів групу до укладання контракту із Sony/Combat Records. Незабаром виходить нова робота групи - Pleasures of the Flesh (з англ. — "Насолоди плоті"), до якої увійшли композиції, написані ще з Бейлоффом, так і зовсім нові. Pleasures Of The Flesh показав гурт з іншого боку - музика стала більш продуманою і витонченою, але втратила в енергетиці. Ця платівка не змогла повернути Exodus колишній статус, але все ж таки дозволила якось утриматися на плаву. Фортуна посміхнулася їм лише у квітні 1988 року, коли вони отримали можливість підписати контракт із великою звукозаписною кампанією Capitol. Але, оскільки це означало нову позов щодо розірвання контракту (цього разу з Combat), учасники групи прийняли компромісне рішення — записати ще один альбом для Combat, а потім перейти на Capitol Records. Fabulous Disaster (з англ. — "Казкова катастрофа"), третю платівку гурту, було випущено у січні 1989 року. Відеокліп на пісню The Toxic Waltz тоді часто крутили на MTV. У середині 1989 року залишає групу засновник групи ударник Том Хантінг, посилаючись на хворобу. Його замінює Джон Темпеста, у минулому технік Чарлі Бенанте, барабанщика Anthrax. На хвилі успіху платівки, на початку 1990 року Exodus укладають контракт із компанією Capitol Records, яка наступного року випускає четверту роботу групи Impact Is Imminent (з англ. — "Вплив неминучий"), загалом досить посередню та нездатну підтримати успіх минулого альбому. У 1991 році гурт випускає свій перший концертний альбом Good Friendly Violent Fun, записаний під час туру 1989 року.

### Force of Habit, розпад та тимчасове повернення (1991—2000)
Після виходу Good Friendly Violent Fun гурт протягом року дає поодинокі концерти. Майкл Батлер замінив МакКіллопа на бас-гітару. У 1992 році Combat, прагнучи «зрубати» легких грошей, випускає збірку найкращих речей Exodus періоду перебування на лейблі, і в тому ж році виходить черговий альбом Force of Habit (з англ. — "Сила звички"), який кардинально відрізняється від минулої творчості гурту. Платівка містила безліч повільних, «важчих» пісень зі значно меншим акцентом на швидкість, на відміну від старого матеріалу. Після оприлюднення Force Of Habit для Exodus настають дуже важкі часи — Джон Темпеста йде до споконвічних конкурентів Testament (на короткий час його змінює Кріс Контос (екс-Machine Head, Testament). Не докладаючи жодних зусиль до просування Exodus, Capitol практично втрачає інтерес до групи До цього додалися особисті проблеми та турботи (на зразок народження дочки Голта), і група поринула в летаргічний сон.
Ґері і Рік, спільно з колишнім вокалістом Two Bit Thief і Attitude на ім'я Енді Ендерсон, починають сайд-проєкт Behemoth, який тут же отримав пропозицію від Energy Records. Декілька років Exodus не функціонували.
1997 року гурт возз'єднується з оригінальним вокалістом — Полом Бейлоффом і ударником Томом Гантингом. Місце басиста займає Джек Ґібсон. Exodus дає серію концертів, один з яких був записаний і випущений як концертний альбом незалежною німецькою фірмою Century Media. Вихід Another Lesson In Violence знову підігрів інтерес до гурту, який, зібравшись із силами, став готувати новий матеріал та грати концерти. Але невдовзі виникають проблеми з Century Media: гурт залишився незадоволеним просуванням концертного релізу, а також через невдалу спробу випустити концерт на відео, який був записаний, але так і не побачив світ.

### Друге возз'єднання (2001—2004)
У 2001 році гурт знову возз'єднується, щоб виступити на Thrash of the Titans, благодійному концерті, влаштованому для збору коштів на лікування раку вокаліста Testament Чака Біллі та Чака Шульдинера, лідера Death. Цього разу гурт має чітку мету — випустити новий студійний альбом, і Exodus з Полом Бейлоффом за мікрофонною стійкою продовжує давати концерти у себе в Сан-Франциско та найближчих містах. Однак у лютому 2002 року відбувається трагедія: Пол Бейлофф переносить інсульт і вмирає. Щоб не зірвати концертні зобов'язання гурт наймає перевіреного вокаліста — Стіва «Зетро» Сузу. Незважаючи на смерть Бейлоффа, Ґері Голт сповнений рішучості записати новий альбом. Результатом став вихід у 2004 році Tempo of the Damned (з англ. — "Темп проклятих") під егідою німецької Nuclear Blast Records. Робота була присвячена пам'яті Пола Бейлоффа і вийшла рівно в другі роковини його смерті - 2 лютого 2004 року. Це справжній подарунок шанувальникам старої класики групи — Bonded by Blood, Pleasures of the Flesh та Fabulous Disaster. Але в той же час Blacklist, War is my Shepherd, Shroud of Urine стануть справжнім наочним уроком для молодого покоління трешерів. Під час запису альбому сталася дивна річ: в альбомі мав бути трек «Crime of the Century», проте його запис зник за таємничих обставин. Пісня розповідала про часи, коли Exodus співпрацювала з Century Media (дочірньою компанією якої була Nuclear Blast Records). Незважаючи на те, що компанія публічно заперечувала факт втручання, ходили чутки, що Century Media змусили гурт виключити пісню з альбому. Її місце в альбомі посіла пісня "Impaler", написана ще у співавторстві з Кірком Гемметтом, але вперше записаною у студії. Також цей трек є у концертному альбомі Another Lesson In Violence. Повернення групи відбулося на всіх фронтах - Exodus очолив осінній тур Bonded by Metal over Europe. Також було випущено лімітований сингл War is my Shepherd, який продавався лише під час згаданого туру та через поштове розсилання Nuclear Blast. Крім цього, для композиції «War is my Shepherd» було знято відео. Друге відео - для композиції «Throwing Down».

### Ера Роба Д'юкса (2005—2014)

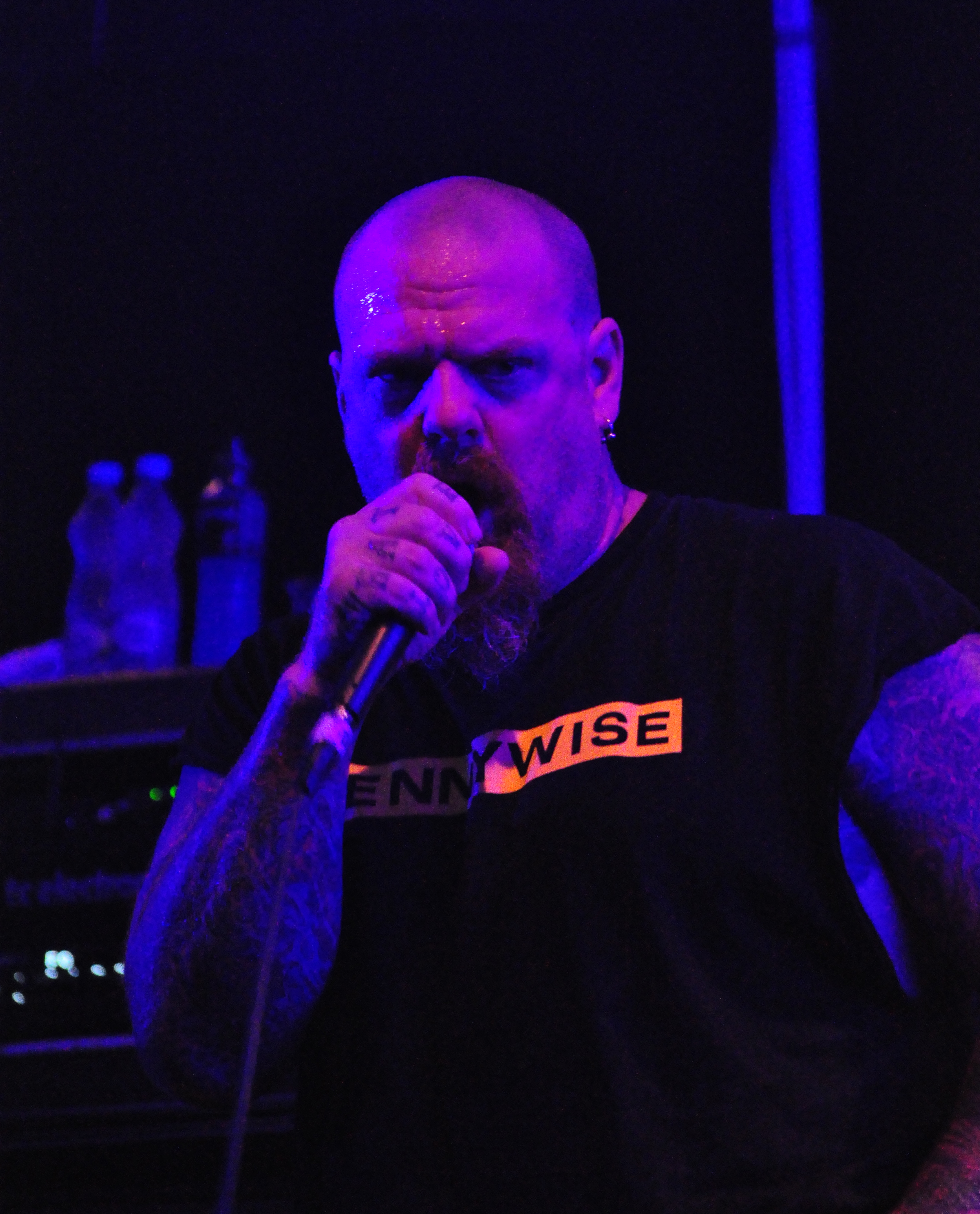
Роб Д'юкс

У 2005 році Рік Ганолт вирішує залишити склад групи та зосередитися на сімейному житті. Його замінює гітарист із групи Heathen Лі Елтус. Том Гантинг також заявляє про свій відхід у зв'язку з проблемами зі здоров'ям, що знову виявилися, і змусили його піти з групи минулого разу. Місце за ударними займає Пол Бостаф, який у минулому грав із Forbidden, Testament і Slayer. Стів Суза знову залишає групу через фінансові розбіжності з групою. Спочатку його замінює Стів Ескуівел (ex-Defiance, Skinlab). Зрештою, група знаходить постійного вокаліста в особі Роба Д'юкса.
Оновленим на 60% складом група в 2005 році випускає Shovel Headed Kill Machine (з англ. — "Машина вбивства з головою лопати"). Тур на підтримку платівки включав США, Європу, Японію, а також Австралію, де раніше група ще не виступала.
У березні 2007 року Том Хантінг знову повертається в групу, і за цим слідує запис чергової пластинки, яка отримала назву The Atrocity Exhibition… Exhibit A (з англ. — "Виставка злочинів… Експонат A"). Влітку 2008 року Exodus виступають на фестивалі Wacken Open Air у Німеччині, а в квітні 2009 беруть участь у спільному північноамериканському турі с Kreator.
Окрім того, восени 2008 року Exodus повністю перезаписують дебютний Bonded by Blood і випускають його під назвою Let There Be Blood. Гері Холт зробив офіційну заяву з приводу рішення групи перезаписати Bonded by Blood:" Після багатьох років планування та дискусій ми, нарешті, закінчили перезапис Bonded by Blood. Ми вирішили назвати це Let There Be Blood, таким чином ми хочемо віддати данину поваги Полу Бейлоффу і показати наскільки актуальними є ці пісні зараз, які ми з ним склали тоді.Ми не хочемо замінити оригінал, це неможливо. Ми просто віддаємо ці пісні на користь сучасного мистецтва. це завжди було важливо для нас.Ми були дуже раді увійти до студії, щоб знову записати цю класику, і зараз ми повертаємося, щоб зробити наступний студійний запис!"
Альбом Exhibit B: The Human Condition (з англ. — "Експонат B: Положення людини") був записаний у північній Каліфорнії за участю продюсера Енді Сніпа (з яким гурт випустив останні 4 роботи) і вийшов у травні 2010 року на Nuclear Blast. Група відправляється в тур з Megadeth та Testament. З 2011 року Ґері Голту доводиться замінити Джеффа Ханнемана в Slayer, тому що у того почав розвиватися некротичний фасціїт через укус павука. Його місце в Exodus тимчасово займає Рік Ханолт (який залишив групу в 2005 році).
4 лютого 2012 року проходить концерт пам'яті Пола Бейлоффа, в якому взяли участь колишні та нинішні учасники гурту, у тому числі Кірк Гемметт, Рік Ганолт та Джефф Ендрюс, які не грали разом з 1983 року.
Влітку 2012 року гурт розпочав роботу над написанням матеріалу для свого десятого студійного альбому, а 27 березня 2014 року було оголошено, що музиканти розпочали запис.

### Повернення Сузи (з 2014 р.)
9 червня 2014 року на своєму сайті Exodus оголосили про повернення Стіва Сузи, який замінив Роба Д'юкса, який перебував у команді дев'ять років.
Реліз нового альбому, що отримав назву Blood In, Blood Out (з англ. — "Кров у, кров з"), відбувся 14 жовтня 2014 року на Nuclear Blast. У турі нового альбому замість Ґері Голта бере участь колега Лі Елтуса за групою Heathen Крейґен Люм, поки Голт виступає зі Slayer.
Exodus виступили на австралійському фестивалі Australian Soundwave Festival 2015. У квітні та травні 2015 року гурт разом із Shattered Sun виступав на підтримку Testament у їхньому турі Dark Roots of Thrash. Exodus потім гастролювали Європою в червні, включаючи дві ночі в Underworld в Лондоні.
У червні 2016 року Стів Суза сказав, що новий альбом може бути випущений наприкінці 2017 року. Однак, в інтерв'ю Metal Wani у травні 2017 року Суза сказав, що гурт вирушить до студії у жовтні чи листопаді, щоб розпочати запис альбому для випуску у 2018 році. Барабанщик Том Гантинг додав: «Наразі ми просто структуруємо пісні. Думаю, у нас, мабуть, є п'ять чи шість пісень, і заготівлі для інших — шматочки тут і там». Суза пояснив, що матеріал не звучить як продовження Blood In, Blood Out, а скоріше як «багато записів, зібраних разом, я думаю», описуючи матеріал як «неймовірно важкий, по-справжньому важкий». У серпневому інтерв'ю Суза підтвердив, що Exodus пише свій новий альбом, але додав: «Ми, очевидно, маємо звернути увагу на розклад Slayer, тому що наш головний хлопець грає у Slayer, тому ми маємо звернути на це увагу. Але я думаю, що вони незабаром завершать гастролювати, тож він матиме час». Він також сказав, що гурт «розглядає, можливо, листопад, грудень, січень — щось таке — щоб потрапити до студії». У вересні Гантинг розповів Metal Wani, що альбом може включати ще одну співпрацю з Кірком Гемметтом і появу в якості гостя колишнього гітариста Ріка Ганолта; Ганолт, Бостаф та Д'юкс приєдналися до гурту на сцені на одноразовому концерті у серпні. Також Крейґен Люм зіграв на басу. 29 вересня 2017 року Exodus було підтверджено як учасників у Rockharz Open Air наступного року в Німеччині, як один із ранніх гуртів, відзначених на головній сцені.
У січні 2018 року в інтерв'ю Джиммі Кею з The Metal Voice Голт підтвердив, що гурт все ще пише пісні для наступного студійного альбому. Він пояснив: «Я не поспішаю. Я дуже пишаюся новим матеріялом. Він важкий, звісно. Нищівний. Брутальний. Але це щось інше.» У розмові з Metal Insider у лютому 2018 року Суза сказав, що шанувальникам доведеться почекати принаймні до кінця 2019 року для виходу нового студійного альбому, в основному через участь Холта у прощальному турі Slayer: «… ми не зможемо записати до тих пір, поки він не буде закінчено. Я думаю, що буде потрібно півтора-два роки, щоб зробити одну останню річ, але я вважаю, що альбом буде закінчено». Під час прес-конференції в Hellfest влітку 2018 року Суза заявив, що новий альбом буде, «ймовірно», випущений наприкінці 2019 або на початку 2020 року і додав: «Я обіцяю вам ось що — я чув пісні, тому що [Ґері] записував , і новий Exodus буде дуже жорстоким та дуже важким».
У липні 2018 року Exodus оголосили про те, що вони будуть хедлайнерами в турі 2018 року MTV Headbangers Ball European Tour, поділяючи сцену з Death Angel, Suicidal Angels та Sodom з кінця листопада до середини грудня. Вони також відкриють концерти Slayer на ForceFest у Мехіко у їхньому прощальному турі у жовтні. У березні 2019 року також було оголошено, що Exodus приєднаються до Slayer в останній день їхнього (Slayer) прощального туру у Форумі в Лос-Анджелесі напередодні Нового року разом із Testament, Anthrax, Sacred Reich та Iron Reagan. Exodus також, поряд з Testament та Death Angel, мали взяти участь у європейському турі The Bay Strikes Back у лютому та березні 2020 року, проте групі довелося призупинити виступи через пандемію коронавірусу. Ґері Голт написав у соціальних мережах, що має всі симптоми коронавірусу.
20 серпня 2021 року гурт оголосив про вихід 19 листопада того ж року одинадцятого студійного альбому Persona Non Grata. Приблизно через два тижні після випуску Persona Non Grata Голт поговорив з The Aquarian Weekly про наступний наступний альбом. Коли інтерв'юер нагадав йому «обережніше зі втратою [свого] мобільного телефону», маючи на увазі аналогічний інцидент, коли гітарист Metallica (і оригінальний гітарист Exodus) Кірк Геммет втратив свій мобільний телефон із рифами, які він записав для Hardwired… to Self-Destruct, Холт відповів: «Я маю резервну копію мого добра, але якщо я втрачу свій телефон, мені буде все одно. Певно, запишу ще тисячу рифів, які я не слухаю». У грудні 2021 року в інтерв'ю Guitar.com Холт пообіцяв, що між студійними альбомами не буде ще однієї семирічної перерви.
Влітку 2022 Лі Елтус не зміг виступити з групою в літньому турі в Європі через сімейні проблеми. На його місце вийшов гітарист гурту The Black Dahlia Murder Брендон Елліс.
20 червня 2023 року було оголошено, що Exodus після 20 років роботи на лейблі Nuclear Blast, підписали контракт з Napalm Records. Кілька днів потому Холт підтвердив через Instagram, що він «зараз повністю в режимі написання, збираючи фрагменти для вступного треку наступного альбому». У жовтні Соуза оголосив, що група зайде в студію приблизно в березні або квітні 2024 року, щоб розпочати запис свого нового альбому, який, як очікується, вийде до вересня того ж року; пізніше він пояснив, що плани зі студією перенесли на травень 2024 року через повільний прогрес, і він ще не чув нічого, що писали члени Exodus.
10 квітня 2024 року Exodus оголосили, що новий концертний альбом під назвою «British Disaster: The Battle of '89 (Live at the Astoria)» буде випущений 31 травня. Він був записаний наживо в London Astoria 8 березня 1989 року під час туру гурту в підтримку Fabulous Disaster. 1 листопада 2024 року гурт випустив кавер-версію пісні AC/DC «Beating Around the Bush».

### Звільнення Соузи. Повернення Д'юкса (з 2025 р.)
15 січня 2025 року було оголошено, про вихід фронтмена Стіва «Зетро» Соузи зі складу Exodus, і група замінила його на його попередника Роба Д`юкса. Exodus також оголосили про плани запису нового альбому з Д`юксом. Соуза пізніше розповів, що його звільнили з гурту, що пізніше підтвердили самі Exodus.
15 лютого 2025 року Холт оголосив, що група випустить свій новий альбом у 2026 році.

## Склад гурту
| - Tom Hunting — ударні (1979—1989, 1997—1998, 2001—2005, 2007–тепер), вокал (1979—1980) - Gary Holt – гітара (1981—1993, 1997—1998, 2001–тепер) - Jack Gibson – бас-гітара (1997—1998, 2001–тепер) - Lee Altus – гітара (2005–тепер) - Роб Д'юкс — вокал (2005—2014, 2025-тепер) | - Carlton Melson – бас-гітара (1979—1980) - Tim Agnello – гітара (1979—1981) - Keith Stewart – вокал (1980—1981) - Jeff Andrews – бас-гітара (1980—1983) - Кірк Геммет — гітара (1979—1983) - Пол Бейлофф — вокал (1981—1986, 1997—1998, 2001—2002; помер в 2002) - Mike Maung – гітара (1983) - Еван Маккаскі — гітара (1983; помер в 1989) - Robert «Rob» McKillop – бас-гітара (1983—1991) - Рік Ганолт — гітара (1983—1994, 1997—1998, 2001—2005) - Джон Темпеста — ударні (1990—1994) - Майкл Батлер — бас-гітара (1992—1994) - Пол Бостаф — ударні (2005—2007) - Steve Souza – вокал (1986—1993, 2002—2004, 2014–2025) | - Perry Strickland – ударні (1989) - Gannon Hall - ударні (1993) - Chris Kontos – удані (1993) - Steev Esquivel – вокал (2004) - Matt Harvey – вокал (2004) - Nicholas Barker – ударні (2009) - Rick Hunolt – гітара (2012—2013) - Kragen Lum – гітара (2013, 2015–2019) - Brandon Ellis – гітара (2022) - Mike Schleibaum – гітара (2023) |